# 海法艺术博物馆

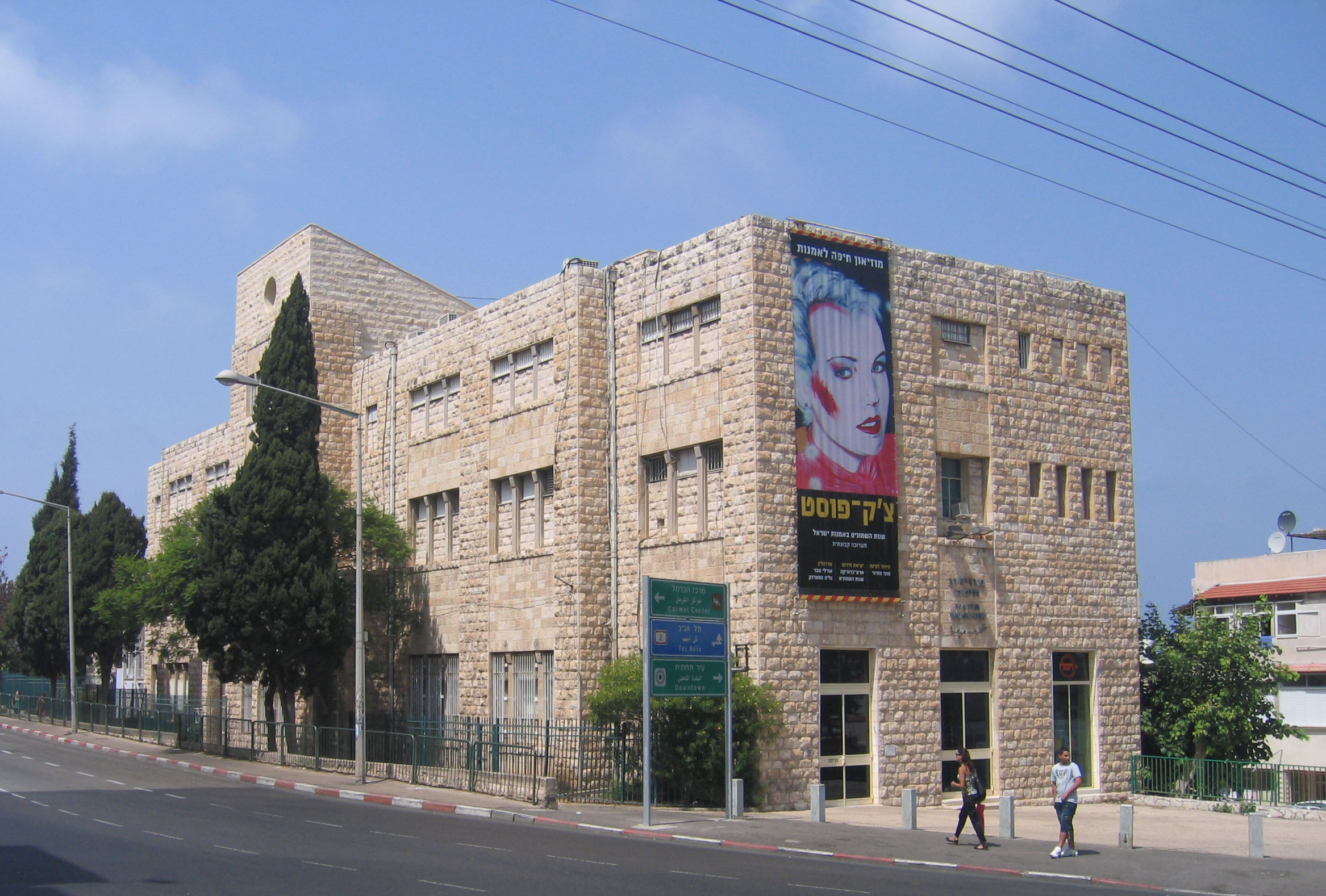
海法艺术博物馆

海法艺术博物馆（希伯來語：‎, 阿拉伯语：‎；Haifa Museum of Art）成立于1951年，坐落在海法市中心一个建于1930年代的历史建筑中。作为以色列第三大美术馆，该博物馆主要关注当代以色列艺术。
该博物馆还主持史前史博物馆、以色列国家航海博物馆和季科京日本美术馆。
古代艺术博物馆设于海法大学，成立于1984年，关注在以色列和地中海盆地发现的考古文物。